# Genival Alves Ramalho

Genival Alves Ramalho, durante o I Festival de Inverno de Ouro Preto

Genival Alves Ramalho (Alagoas, 1923 - Belo Horizonte, 15 de julho de 2014) foi um político brasileiro, filiado ao ARENA. Foi prefeito de Ouro Preto, em duas ocasiões, de 1967 a 1970, e de 1973 a 1976.

## Biografia
Genival Alves Ramalho nasceu em Alagoas, tendo emigrado para o Rio de Janeiro, com 15 anos de idade. Seus parentes tinham um parque de diversões, que percorria diversos estados do país. Acabou apaixonando-se por Minas Gerais, especialmente por Ouro Preto, onde se estabeleceu e começou a trabalhar em uma empresa de transportes de cargas.
Constituiu-se na cidade, casando-se com Alice Copoli Ramalho e formando-se em contabilidade. Posteriormente também se formou em Direito, enquanto exercia o seu primeiro mandato de prefeito municípal. Tornou-se gerente na empresa de transportes que trabalhava, atuando na profissão por 11 anos. Saido do emprego, foi gerente da Caixa Economica Federal.
Foi prefeito de Ouro Preto, em duas ocasiões, de 1967 a 1970, e de 1973 a 1976. Faleceu em 15 de julho de 2014, pouco depois de descobrir um tumor no pulmão. Estava em tratamento em Belo Horizonte, na ocasião.

## Política
Sua administração ficou marcada pela ascensão do turismo em Ouro Preto. A esse respeito as suas ações são vastas. Foi o responsável por trazer o Festival de Inverno da UFMG à Ouro Preto, em 1967, agregando 1º Festival Cultural e de Artes de Ouro Preto e Mariana, organizado e pensado pela artista Erna Antunes. No turismo ambiental, foi o articulador e criador do Parque da Cachoeira das Andorinhas e o Parque Estadual do Itacolomi, junto ao governador Israel Pinheiro.
Construiu um heliporto, chamado Assis Chateaubriand. Reconstruiu a Chacará dos Inconfidentes, para receber turistas e a Chacará de Diogo de Vasconcelos para receber gratuitamente artistas, pintores e restauradores. Tendo criado o Serviço Municipal de Cultura.
Na área dos esportes foi o criador do OPTC - Ouro Preto Tênis Clube, onde antigamente era a Praça de Esportes. O principal estádio de futebol de Ouro Preto, contruido durante a sua gestão, recebeu o nome de Estádio Genival Alves Ramalho.

## Homenagens
Em maio de 2013 foi homenageado pelo Sistema de Museus com a Medalha de Mérito Administrativo pelos serviços prestados aos Museus. É patrono do Corpo de Bombeiros de Ouro Preto, por ter trazido a corporação para o município. Anualmente a Câmara de Vereadores entrega a Comenda Prefeito Genival Alves Ramalho, para individuos ou associações que prestaram ações em prol da preservação e desenvolvimento do turismo e da cultura de Ouro Preto.